# Syrphus monoculus
Syrphus monoculus is een vliegensoort uit de familie van de zweefvliegen (Syrphidae).
De wetenschappelijke naam van de soort is voor het eerst geldig gepubliceerd in 1787 door Nils Samuel Swederus. Oorspronkelijk werd de wetenschappelijke naam Musca monoculus gebruikt.